# Le Test de paternité
Le Test de paternité (Nein, Aus, Pfui! Ein Baby an der Leine) est un téléfilm allemand réalisé par Kai Meyer-Ricks, diffusé en 2012.

## Fiche technique
- Titre original : Nein, Aus, Pfui! Ein Baby an der Leine
- Titre français : Le Test de paternité
- Réalisation : Kai Meyer-Ricks
- Scénario : Daniel Stieglitz, Thomas Pauli et Daniel Maximilian
- Photographie : Wolfgang Aichholzer
- Pays d'origine :  Allemagne
- Langue originale : allemand
- Durée : 115 minutes
- Dates de sortie : 
  -  Allemagne : 18 septembre 2012 sur Sat.1
  -  France : 5 août 2013 sur M6

## Distribution
- Sebastian Ströbel (VF : Damien Boisseau) : Jan
- Petra Schmidt-Schaller : Hanna
- Ruth Blauert (VF : Laëtitia Lefebvre) : Marion
- Daniela Ziegler : Emilia
- Heio von Stetten : Norbert
- Thomas Kornack : Theo
- Kristin Graf : Angela
- Marvin Ullrich : Kasper